# Ethel Barns
Ethel Barns, née en 1880 à Londres et morte le 31 décembre 1948 à Maidenhead, est une violoniste et compositrice britannique.

## Biographique
Elle fait ses études à la Royal Academy of Music de Londres et débute au Crystal Palace en 1896. Elle effectue des tournées en Angleterre en 1897 et aux États-Unis en 1913.

## Œuvres
- Concertstuck pour violon et orchestre
- Deux trios
- Phantasy pour deux violons et piano
- Cinq sonates pour violon et piano